# 伊巴丹大學
伊巴丹大學（英語：University of Ibadan，簡稱UI）是位於奈及利亞伊巴丹的公立大學，始建於1948年，最初隸屬於倫敦大學，1963年開始獨立運作。此大學是非洲相當重要的一所大學，許多校友活躍於政治、經濟、科學、工業與文化等領域。

## 歷史

1962年貝洛蘇丹禮堂開幕，左為校長肯尼斯·迪克，右為艾哈邁杜·貝洛

1932年，亞巴學院在奈及利亞拉哥斯郊區的亞巴成立，為奈及利亞第一所中學後教育機構，主要目的為提供職業訓練與培養教師。1943年，英國殖民地部組織阿斯奎斯（Asquith）與艾略特（Elliot）等兩個教育委員會研究在非洲殖民地設立高等教育機構的構想。伊巴丹大學於1948年1月18日成立，隸屬於英國倫敦大學，後者負責管理其學術課程並授與學位，亞巴學院的師生均被轉移至新成立的伊巴丹大學。
1963年，伊巴丹大學開始獨立運營，奈及利亞首任總理阿布巴卡爾·塔法瓦·巴勒瓦為首任校監，歷史學家肯尼斯·迪克為首任校長，大學的圖書館（肯尼斯·迪克圖書館）即是以他為名。1967年伊巴丹大學開始向畢業生授與學位。
2011年8月，奈及利亞教育部長露姬亞·艾哈邁德·盧法伊宣布伊巴丹大學將成為泛非大學研究網路中生命科學與地球科學研究所的所在地。

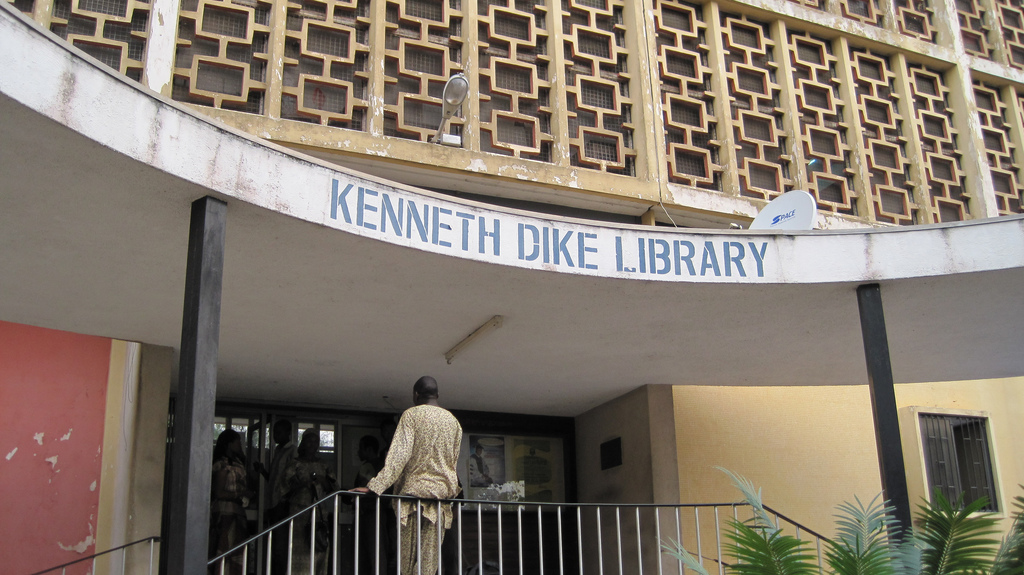
肯尼斯·迪克圖書館

## 學院

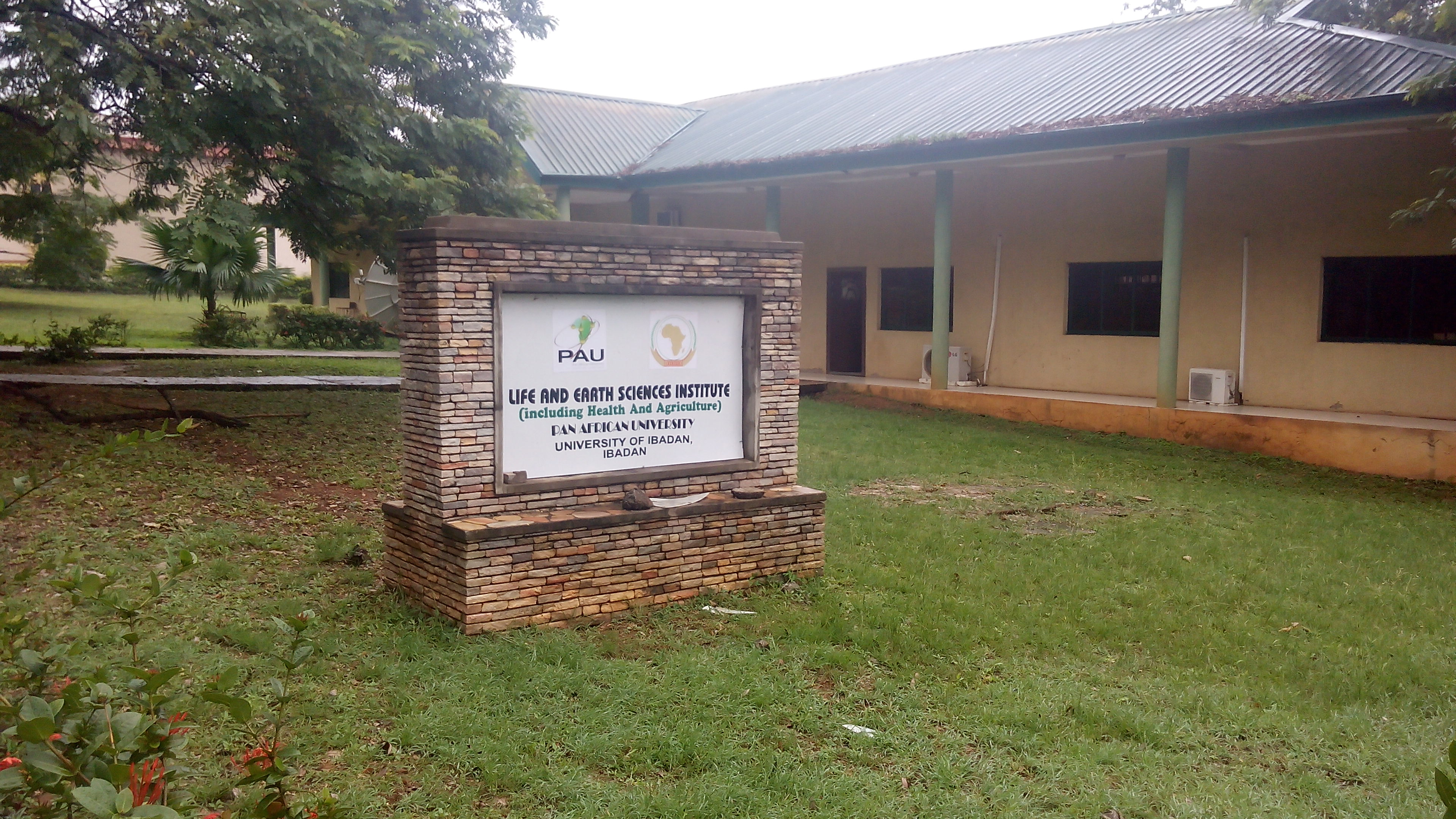
泛非大學研究網路中生命科學與地球科學研究所

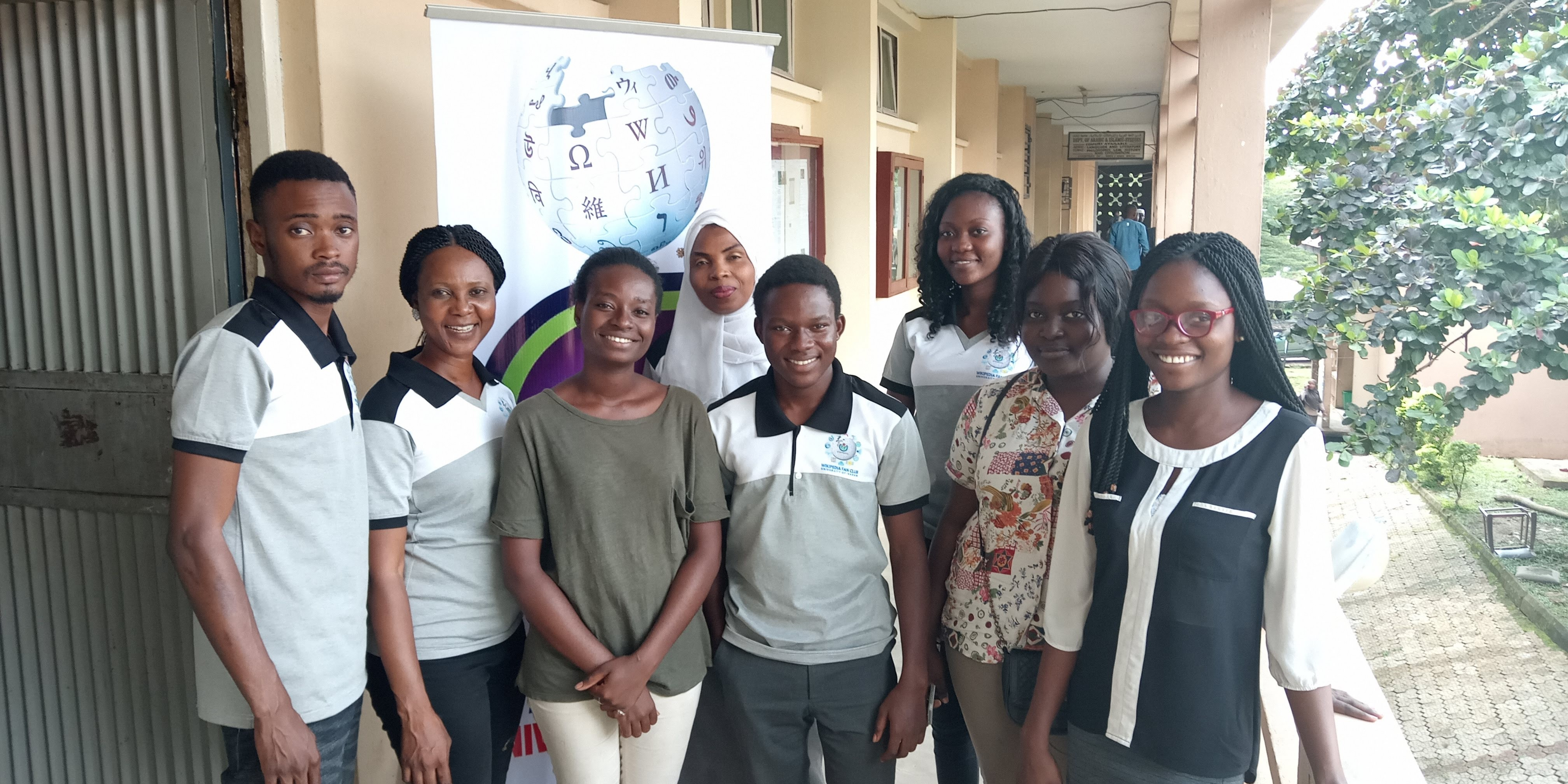
伊巴丹大學維基社的成員

伊巴丹大學包含以下院系：
- 農學院
- 藝術學院

- 教育學院

- 環境設計與管理學院

- 法律學院

- 多學科研究學院

- 藥學院

- 可再生資源學院

- 理學院

- 社會科學院
- 科技學院
- 獸醫學院
- 醫學院
  - 基礎醫學系
  - 臨床科學系
  - 公共衛生系
  - 牙醫學系
- 非洲研究所
- 兒童健康研究所
- 教育研究所
- 經濟學院
- 和平與戰略研究所

## 知名校友
- 渥雷·索因卡：1986年諾貝爾文學獎得主，首位獲獎的非洲人
- 奇努阿·阿切贝：著名小說家
- 卡山偉華：作家、社會運動者
- 万德·阿比姆博拉：文學學者、政治人物
- 克里斯托弗·奥基格博：詩人
- 安尼魯·康特：獅子山共和國醫師、拉沙熱治療專家